# Cyrtarachne szetschuanensis
Cyrtarachne szetschuanensis är en spindelart som beskrevs av Schenkel 1963. Cyrtarachne szetschuanensis ingår i släktet Cyrtarachne och familjen hjulspindlar. Inga underarter finns listade i Catalogue of Life.